# Wier (plaats)
Wier is een dorp in de gemeente Waadhoeke, in de Nederlandse provincie Friesland. Wier ligt ten noordoosten van Minnertsga en ten westen van Berlikum aan de wegen Hoge Dijk en de Gernierswei. Ten oosten van het dorp loopt het Wierzijlsterrak, en ten westen het Oudemeer. In 2023 telde het dorp 195 inwoners.

## Geschiedenis
De eerste bewoners waren boeren en vissers. Via de Wierster Zijl en Balkzijl konden de vissers gemakkelijk de Middelzee bereiken. Rond het jaar 1000 werden tussen Leeuwarden en Wier dijken aangelegd, via Beetgum en Berlikum.
In de tweede helft van de 12e eeuw werd de houten kerk vervangen door een stenen kerk. Schelte Lauta liet in 1192 een stins bouwen, de Lauta Stins. In 1634 werd een nieuwe stins gebouwd, die in 1748 is afgebrand. De straatnaam Lautawei verwijst nog naar de plaats waar de stins heeft gestaan.
De plaats werd 13e eeuw vermeld als Werue, in 1399 als Were, in 1465 als in Weer, in 1505 als Wyer, in 1543 als Wyer en Wyr en in 1579 als Wier. Men gaat ervan uit dat de plaatsnaam verwijst naar de terp (Oudfries: Werve) waarop het dorp is ontstaan.

## Kerk
In Wier staat de Ioannis Theaterkerk Wier, de voormalig Nederlands Hervormde kerk van Wier. De kerk is gebouwd met kloostermoppen en stamt uit de 12e eeuw. In 1881 is de zadeldaktoren vervangen door de huidige torenspits. In datzelfde jaar treft men onder de toren een gotisch doopvont aan (dit bevindt zich nu in het Fries Museum). Aan de zuidzijde van de toren bevindt zich sinds 1946 een astronomisch uurwerk, gemaakt en geschonken door onderduiker J.F.M. Bruijn, als dank voor de gastvrijheid en hulp. Het uurwerk is in 1964 geheel gerestaureerd.
De sterk vervallen kerk is sinds 1983 eigendom van de Stichting Alde Fryske Tsjerken en wordt onder andere gebruikt voor culturele activiteiten. De kerk nam in 2007 deel aan het televisieprogramma Restauratie om 1 miljoen euro te kunnen binnenhalen voor het herstel, maar eindigde op de derde plaats. Door actieve fondsenwerving kon in 2011 toch gestart worden met de werkzaamheden. In 2012 waren deze voltooid.

## Radarpost
Bij Wier bevond zich Radarpost Noord van de Koninklijke Luchtmacht, een van de twee zogenaamde "Medium Power Radars" waarmee het Nederlandse luchtruim werd bewaakt. Deze radarpost, onderdeel van Air Operations Control Station Nieuw Milligen, is in januari 2020 tijdelijk buiten gebruik gesteld geweest, om de radarinstallatie te vernieuwen.

## Sport
De kaatsvereniging VVV Wier bestaat sinds 1917.

## Cultuur en onderwijs
In Wier heeft een tijdlang een basisschool gestaan. Deze school is later het dorpshuis van het dorp geworden, met de toepasselijke naam D'Ald Skoalle. Verder is er een toneelvereniging Oefening en Vermaak.

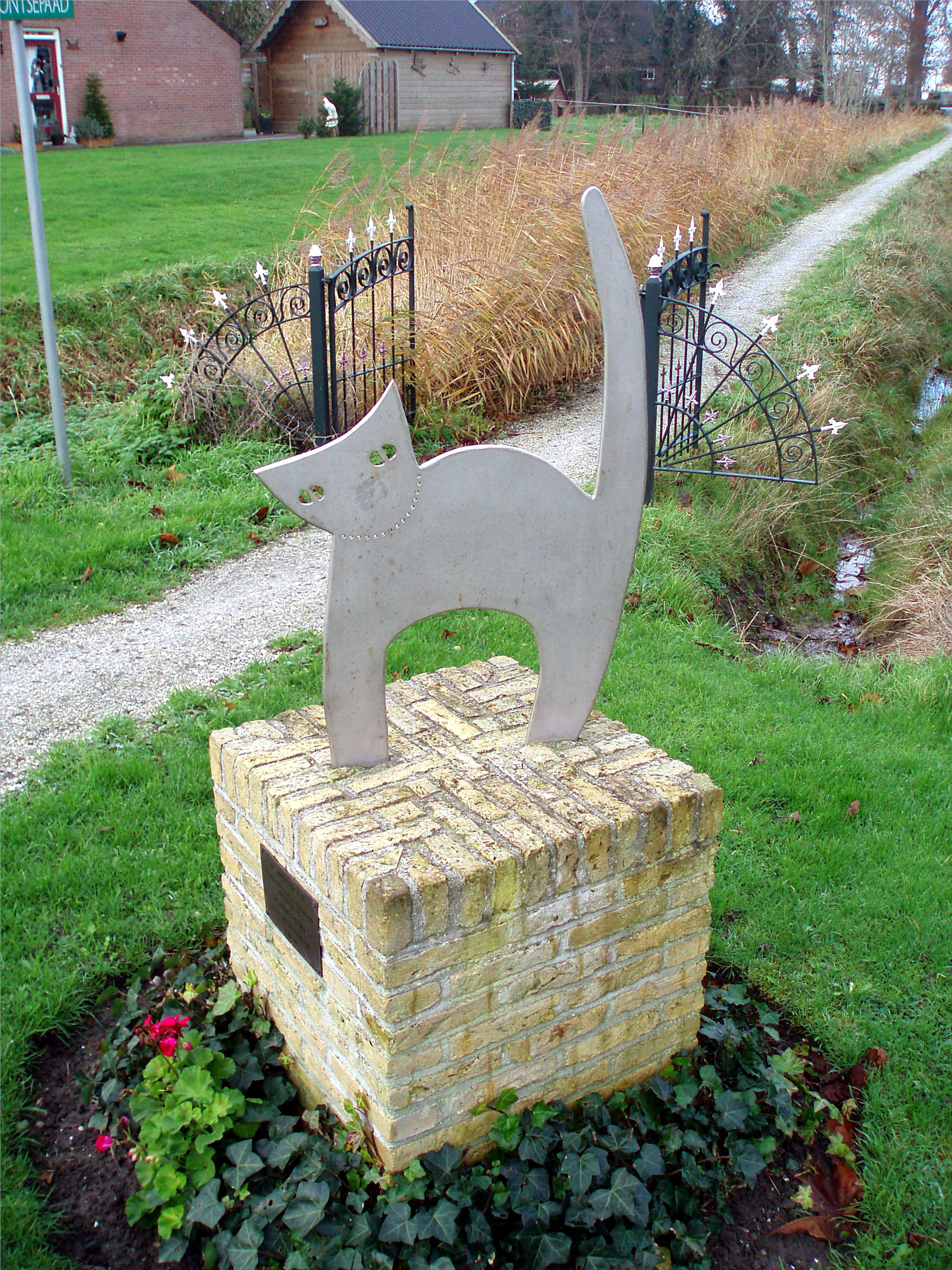
Het beeld De Wierster kat

## Geboren in Wier
- Klaas Jaspers van den Akker (1864–1943), boer, schrijver en bestuurslid van o.a. de Friese Maatschappij van Landbouw
- Sybe Kornelis Bakker (1875-1918), vrijzinnig christen-socialist en hervormd predikant.[4]
- Kor Mulder van Leens Dijkstra (1917-1989), schaker